# Dangibon
Le dangibon (談義本) est un genre littéraire japonais pré-moderne. Les textes sont écrits sur un ton de sermon satirique et humoristique, dans le but d'éduquer les masses. C'est un type de gesaku.

## Développements
Masuho Zankō (増穂残口) et Issai Chozan (佚斎樗山) sont crédités de l'établissement des premières fondations sur lesquelles repose le genre. En 1715, Masuho écrit Endō tukugan (艶道通鑑), et en 1727 Issai écrit Inaka sōji (田舎荘子). Ces deux textes sont les premiers précurseurs du genre. Cependant, le genre n'atteint son plein développement que plusieurs décennies plus tard. En 1752, Jōkanbō Kōa (静観房好阿) écrit Imayō heta dangi (当世下手談義, « Sermon maladroit à la manière moderne »), qui est identifié comme le premier vrai exemple du genre dangibon.
Ce genre existe entre 1752 et 1800 environ, pour atteindre « le sommet de sa popularité dans les années 1750 ». Il évolue progressivement vers le genre kokkeibon au début du XIXe siècle.

## Œuvres principales
- Endō tukugan (艶道通鑑?) (1715)
- Inaka sōji (田舎荘子?) (1727)
- Imayō heta dangi (当世下手談義?, « Sermon maladroit à la manière moderne ») (1752)
- Kyōkunzō nagamochi (教訓雑長持?) (1752)
- Sentō shinwa (銭湯新話?) (1754)
- Nenashigusa (根南志具佐?) (1763)
- Fūryū Shidōken-den (風流志道軒伝?, « Biographie du joyeux Shidōken ») (1763)
- Wasō byōe (和荘兵衛?) (1774)